# Live Trax Vol. 1
Live Trax Vol. 1 jest pierwszym albumem koncertowym Dave Matthews Band z serii Live Trax. Dwupłytowe wydawnictwo dokumentuje występ zespołu z 8 grudnia 1998 roku z Centrum Centre w Worcester. Album ukazał się na rynku 2 listopada 2004 roku.  
Albumy koncertowe Dave Matthews Band z serii Live Trax można nabyć jedynie poprzez oficjalny sklep internetowy zespołu, również w formacie mp3.
Na koncercie zagranym w Worcester można usłyszeć piosenki z 3 pierwszych albumów studyjnych zespołu: Under the Table and Dreaming, Crash, a zwłaszcza z Before These Crowded Streets. Do pięciu oficjalnych członków Dave Matthews Band dołączyli: gitarzysta Tim Reynolds oraz klawiszowiec Butch Taylor. Gościnnie zespół wspomagał również wirtuoz banjo – Béla Fleck.  

## Lista utworów

### CD 1
1. "Seek Up" – 18:19
2. "Linus and Lucy" » (Guaraldi) – 9:12
3. "Pantala Naga Pampa" » "Rapunzel" – 8:22
4. "Satellite" – 6:47
5. "Don't Drink the Water" – 7:23
  - gościnnie Béla Fleck
6. "Jimi Thing" – 13:47
7. "Stay (Wasting Time)" – 6:51

### CD 2
1. "#41" – 21:32
  - gościnnie Béla Fleck i Jeff Coffin
2. "So Much to Say" » "Anyone Seen the Bridge?" » – 5:38
3. "Too Much" – 4:37
4. "Drive In, Drive Out" – 6:45
5. "Tripping Billies" – 7:20

Bis:
1. "I'll Back You Up" – 5:25
2. "The Last Stop" – 20:01
3. gościnnie Béla Fleck

## Twórcy
- Carter Beauford – perkusja, instrumenty perkusyjne, wokal
- Stefan Lessard – Bas
- Dave Matthews – gitara, vocal
- LeRoi Moore – Saksofon, instrumenty dęte
- Boyd Tinsley – skrzypce

### Występy gościnne
- Jeff Coffin – Saksofon
- Béla Fleck – Banjo
- Tim Reynolds – gitara elektryczna
- Butch Taylor – Klawisze